# Балач
Балач (рум. Balaci) — село у повіті Телеорман в Румунії. Входить до складу комуни Балач.
Село розташоване на відстані 93 км на захід від Бухареста, 52 км на північний захід від Александрії, 88 км на схід від Крайови.

## Населення
За даними перепису населення 2002 року у селі проживали 1190 осіб, з них 1189 осіб (99,9%) румунів. Рідною мовою 1189 осіб (99,9%) назвали румунську.